# キク属
キク属（キクぞく、Chrysanthemum）は、キク科の属の1つである。ラテン語の属名を英語読みにして「クリサンセマム」または略して「マム」と呼ぶこともあるが、これは種としてのキクを指す場合と、キク属を指す場合とがある。
属名はギリシア語の "chryso-"「黄金の」と "‐anthemon"「花」に由来し、本属に黄色い花が多いことによる。

## 分布
アジアとヨーロッパの温帯地方を中心に分布し、現在30種ほどが含まれている。日本にもノジギクなどの野生種がある。草丈20cmから1mぐらいまでの一年草または多年草で、花の美しいものが多く、観賞用に栽培される種がかなりある。

## 混乱
キク属は20世紀の半ばころまでは、200あまりの種を含む大きな属であった。しかし、かなり性質の違うものが含まれることから、1970年以降に10以上の属に分割され、キクそのものまで Dendranthema という新しい属に入れられたことがある。ところが、新しく別属とされた属の間で、交配種（固定種）ができるなど、不合理な面も多かったため、現在はフランスギク属 Leucanthemum など一部を残し、元に戻す傾向にある。下記はいずれも20世紀末の新しい分類法によって、新設された属に移動されたが、園芸上は今でも「クリサンセマム」と呼ばれているものである。
- クリサンセマム・ムルチコーレ Coleostephus myconis syn. Chrysanthemum multicaule - コレオステフス属
- ハナワギク Glebionis carinata syn. Chrysanthemum carinatum - シュンギク属
- カンシロギク Leucanthemum paludosum syn. Chrysanthemum paludosum - フランスギク属

## 種
NCBI Taxonomy browser より
- コハマギク Chrysanthemum arcticum
- Chrysanthemum arisanense
- キクタニギク Chrysanthemum boreale
- Chrysanthemum chanetii
- シュンギク Chrysanthemum coronarium
- オオシマノジギク Chrysanthemum crassum
- Chrysanthemum glabriusculum
- Chrysanthemum horaimontanum
- シマカンギク Chrysanthemum indicum 模式種
- ノジギク Chrysanthemum japonense
- リュウノウギク Chrysanthemum japonicum syn. Chrysanthemum makinoi
- Chrysanthemum lavandulifolium
- Chrysanthemum marginatum
- Chrysanthemum maximowiczii
- Chrysanthemum mongolicum
- モリギク Chrysanthemum morii
- Chrysanthemum nankingense
- オキノアブラギク Chrysanthemum okiense
- Chrysanthemum oreastrum
- トカラノギク Chrysanthemum ornatum
- イソギク Chrysanthemum pacificum - syn. Ajania pacifica
- オオイワインチン Chrysanthemum pallasianum - syn. Ajania pallasiana
- Chrysanthemum potentilloides
- Chrysanthemum przewalskii
- Chrysanthemum rhombifolium
- イワインチン Chrysanthemum rupestre
- アラゲシュンギク Chrysanthemum segetum
- Chrysanthemum shihchuanum
- Chrysanthemum sinuatum
- Chrysanthemum tatsienense
- Chrysanthemum vestitum
- ワカサハマギク Chrysanthemum wakasaense
- ピレオギク Chrysanthemum weyrichii
- Chrysanthemum yezoense
- ナカガワノギク Chrysanthemum yoshinaganthum
- イワギク Chrysanthemum zawadskii

### 主な雑種
- キク Chrysanthemum ×morifolium
- Chrysanthemum ×shimotomaii

### キク属に分類されることがある（あった）主な種
- シロバナムシヨケギク Tanacetum cinerariifolium syn. Chrysanthemum cinerariifolium
- マーガレット Argyranthemum frutescens syn. Chrythanthemum frutescens